# Прогресс МС-27
«Прогресс МС-27» (№ 457) — космический транспортный грузовой корабль серии «Прогресс», запуск которого состоялся 30 мая 2024 года с помощью ракеты-носителя «Союз-2.1а» со стартового комплекса «Восток» (Площадка 31) космодрома Байконур по программе 88-й миссии снабжения Международной космической станции. Это 180-й полёт космического корабля серии «Прогресс» (из них 91 — к МКС).

## Подготовка к запуску
Запуск грузового корабля «Прогресс МС-27» был запланирован на 3 июня 2024 года с космодрома Байконур для доставки на МКС запаса топлива и газов, различного оборудования и грузов, питания и санитарно-гигиенических материалов для членов российского экипажа космической экспедиции МКС-71.
11 сентября 2023 года, после проведения в РКК «Энергия» заводских контрольных испытаний бортовых систем, служебного оборудования и аппаратуры ТГК «Прогресс МС-27» был отправлен железнодорожным транспортом на космодром Байконур.
14 сентября 2023 года корабль был доставлен на технический комплекс космодрома Байконур в монтажно-испытательный корпус 254-й площадки для проведения штатной подготовки в соответствии с программой полёта Международной космической станции. После осмотра ТГК был переведён в режим хранения до начала непосредственной подготовки к запуску.
25 марта 2024 года состоялась расконсервация корабля. Специалисты РКК «Энергия» провели внешний осмотр «Прогресса МС-27» и контроль исходного состояния бортовых систем. С 19 по 25 апреля 2024 года в вакуумной камере монтажно-испытательного корпуса площадки 254 космодрома Байконур проведены испытания на герметичность ТГК «Прогресс МС-27». 12 мая состоялась контрольная засветка солнечных батарей системы электропитания корабля.
13 мая 2024 года объявлены новые даты старта — 30 мая, 09:42 UTC и стыковки — 1 июня, 12:02 UTC.
21 мая завершены работы по заправке корабля компонентами топлива и сжатыми газами. 26 мая проведена общая сборка ракеты космического назначения «Союз-2.1а» с грузовым кораблем «Прогресс МС-27». 26 мая РКН «Союз-2.1а» с грузовым кораблем «Прогресс МС-27» вывезли на стартовый комплекс Байконура.
На ракету-носитель «Союз-2.1а» нанесены изображения, посвященные 90-летию со дня рождения Алексея Леонова — первого человека, совершившего выход в открытый космос, 300-летию Санкт-Петербургского государственного университета и 65-летию движения российских студенческих отрядов.

## Полёт
30 мая 2024 года в 12:42:59,080 по московскому времени со стартового комплекса 31-й площадки космодрома Байконур состоялся пуск ракеты-носителя «Союз-2.1а» с грузовым кораблём «Прогресс МС-27». Выведение корабля на заданную орбиту, его отделение от третьей ступени ракеты, раскрытие антенн и панелей солнечных батарей корабля прошли в штатном режиме.
Стыковка «Прогресса МС-27» к малому исследовательскому модулю «Поиск» российского сегмента Международной космической станции проведена в автоматическом режиме 1 июня в 14:43:05 мск (11:43:05 UTC) .
19 ноября 2024 в 15:53 мск грузовой корабль «Прогресс МС-27», проработавший на Международной космической станции полгода, отстыковался от  модуля «Поиск» российского сегмента МКС. В 19:11 мск были включены двигатели «Прогресса МС-27» на торможение для сведения с орбиты, в результате чего корабль вошел в плотные слои атмосферы и разрушился, несгоревшие элементы конструкции корабля упали в несудоходном районе южной части Тихого океана.

## Груз
Масса доставляемого груза составила 2504 кг, включая:
- 754 кг топлива для дозаправки станции,
- 420 кг питьевой воды,
- 40 кг сжатого азота для пополнения атмосферы МКС,
- 1290 кг аппаратуры и оборудования для систем станции, укладок для научных экспериментов, одежды, питания, медицинских и санитарно-гигиенических средств для экипажа 71-й длительной экспедиции[10].

Корабль доставил на МКС гиперспектрометр для съемки земной поверхности в различных спектральных диапазонах в рамках эксперимента «Ураган». Также на корабле отправляются укладки для проведения на станции экспериментов «Биополимер», «Взаимодействие-2», «Виртуал», «Коррекция», «Нейроиммунитет» и «Пилот-Т».